# 쑤이저우시
쑤이저우(수주, 중국어: 随州, 병음: Suízhōu)는 중화인민공화국 후베이성에 있는 지급시이다. 염제 신농의 탄생지로 여겨지고 수나라를 건국한 양견이 일찍이 자사로 임명되어, 수의 명칭의 유래가 된 땅이기도 하다. 또한 왕조명은 지명을 쓰는 것을 불길하다고 여겼기 때문에 수(随)를 수(隋)로 고쳤다고 한다.

## 역사

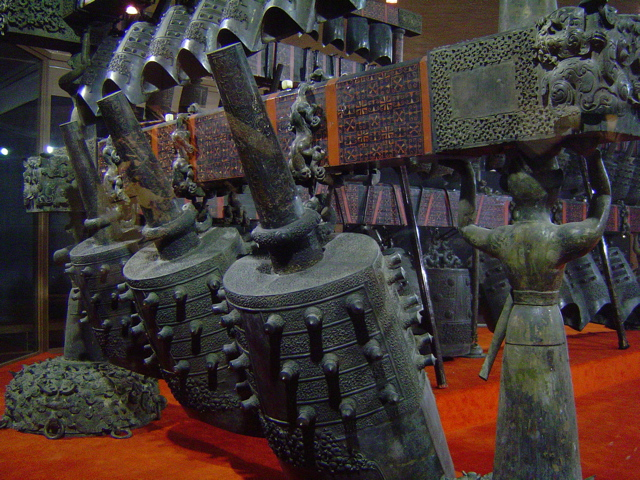
쩡두 구에서 출토된 고대 청동종으로 현재는 우한의 후베이성 박물관에 보관되어있다.

하은대에는 역국(歴国)이, 주대에는 역, 수(随), 당(唐)의 3국이 위치하고 있었다. 기원전 569년, 초에 의해 역이, 기원전 505년에는 당이, 전국시대 말에는 수가 멸망해, 수현(随県)이 설치되었다.
기원전 221년, 진에 의한 중국 통일 사업이 달성되면서, 중앙집권체제하에 군현제가 시행되어 현재의 쑤이저우 지역에는 남양군 수현이 설치되어 남북조시대까지 수현의 명칭이 사용되었다.
535년, 서위에 의해 수현은 수주(随州)로 개칭, 중국 수나라 왕조를 개창한 양견이 이곳의 자사로 있기도 하였다. 이 명칭은 청말까지 사용되었다.
1912년, 중화 민국이 건국되면서 주제의 폐지에 수반해 쑤이저우는 쑤이 현으로 개칭해, 후베이 성의 관할이 되었다. 1914년, 베이징 정부에 의한 도제 시행과 함께 장한 도의 관할이 되어 현 의회나 참사회에 의한 지방자치제의 정비가 진행되었다. 1931년, 독찰구 제도의 시행과 함께, 후베이 성 제５행정독찰구(1936년에 제3구로 변경)의 소관이 되었다.
또 1927년부터 1929년에 걸쳐 중국 공산당은 이곳에서 무장 봉기해, 주링, 칭타이, 우산 3구의 혁명위원회를 설치, 1931년 4월부터 1932년 6월에 걸쳐서는 퉁보산, 다훙산 지구에 5개의 소련 정부를 수립, 또 중일전쟁 중의 1940년 6월부터 1944년 9월에 걸쳐서는 훙산 현, 쑤이난 현, 신쑤이 현, 쑤이베이 현, 잉수이 현, 쑤이중 현, 쑤이양 현, 쑤이자오 현의 각 애국 민주 정부를 수립하였다.
국공내전 말기의 1949년 5월, 쑤이베이, 쑤이난 현은 쑤이 현과 합병, 쑤이자오 현, 잉수이 현의 옛 쑤이 현 관할 지역도 쑤이 현에 편입되어 샤오간 행정구의, 훙산 현은 샹양 행정구의 관할이 되었고 중화인민공화국 건국 초기까지 이어졌다. 1952년, 쑤이 현은 샹양 행지구로 이관, 훙산 현은 폐지되었고 그 관할구역의 대부분은 쑤이 현에 편입되었다.
1979년 11월 26일, 국무원은 현급시인 쑤이저우 시의 설치를 결정, 이듬해 7월 1일에 성립하였다. 1983년 8월 19일, 쑤이 현의 쑤이저우 시 편입이 시행되어 쑤이저우 시는 성할현급시에, 이후 1994년 11월 6일에 성할시로 개편되어 현재에 이른다.

## 지리
후베이 성의 북부, 장강과 화이허 유역의 교류 지대에 위치하고, 샤오간 시, 징먼 시, 샹판 시, 허난성과 접한다. 동서 약 130km, 남북 약 105km이고, 산지, 구릉지가 대부분을 차지하는 지세이다.

## 기후
| 쑤이저우시 쩡두구의 기후                                      | 쑤이저우시 쩡두구의 기후 | 쑤이저우시 쩡두구의 기후 | 쑤이저우시 쩡두구의 기후 | 쑤이저우시 쩡두구의 기후 | 쑤이저우시 쩡두구의 기후 | 쑤이저우시 쩡두구의 기후 | 쑤이저우시 쩡두구의 기후 | 쑤이저우시 쩡두구의 기후 | 쑤이저우시 쩡두구의 기후 | 쑤이저우시 쩡두구의 기후 | 쑤이저우시 쩡두구의 기후 | 쑤이저우시 쩡두구의 기후 | 쑤이저우시 쩡두구의 기후 |
| 월                                                            | 1월                      | 2월                      | 3월                      | 4월                      | 5월                      | 6월                      | 7월                      | 8월                      | 9월                      | 10월                     | 11월                     | 12월                     | 연간                     |
| ------------------------------------------------------------- | ------------------------ | ------------------------ | ------------------------ | ------------------------ | ------------------------ | ------------------------ | ------------------------ | ------------------------ | ------------------------ | ------------------------ | ------------------------ | ------------------------ | ------------------------ |
| 역대 최고 기온 °C (°F)                                        | 19.3 (66.7)              | 26.0 (78.8)              | 31.4 (88.5)              | 34.7 (94.5)              | 36.6 (97.9)              | 37.7 (99.9)              | 39.5 (103.1)             | 40.2 (104.4)             | 39.5 (103.1)             | 34.0 (93.2)              | 28.3 (82.9)              | 20.8 (69.4)              | 40.2 (104.4)             |
| 일평균 최고 기온 °C (°F)                                      | 7.8 (46.0)               | 11.1 (52.0)              | 16.2 (61.2)              | 22.7 (72.9)              | 27.2 (81.0)              | 30.3 (86.5)              | 32.3 (90.1)              | 32.0 (89.6)              | 28.1 (82.6)              | 22.9 (73.2)              | 16.4 (61.5)              | 10.1 (50.2)              | 21.4 (70.6)              |
| 일일 평균 기온 °C (°F)                                        | 2.8 (37.0)               | 5.7 (42.3)               | 10.5 (50.9)              | 16.6 (61.9)              | 21.6 (70.9)              | 25.3 (77.5)              | 27.8 (82.0)              | 27.0 (80.6)              | 22.7 (72.9)              | 17.0 (62.6)              | 10.6 (51.1)              | 4.7 (40.5)               | 16.0 (60.9)              |
| 일평균 최저 기온 °C (°F)                                      | −1.0 (30.2)              | 1.5 (34.7)               | 6.0 (42.8)               | 11.7 (53.1)              | 16.9 (62.4)              | 21.4 (70.5)              | 24.2 (75.6)              | 23.5 (74.3)              | 18.8 (65.8)              | 12.8 (55.0)              | 6.3 (43.3)               | 0.7 (33.3)               | 11.9 (53.4)              |
| 역대 최저 기온 °C (°F)                                        | −11.3 (11.7)             | −9.5 (14.9)              | −4.8 (23.4)              | 0.2 (32.4)               | 7.0 (44.6)               | 13.1 (55.6)              | 18.4 (65.1)              | 14.3 (57.7)              | 10.7 (51.3)              | 1.3 (34.3)               | −4.4 (24.1)              | −12.3 (9.9)              | −12.3 (9.9)              |
| 평균 강수량 mm (인치)                                         | 28.8 (1.13)              | 36.2 (1.43)              | 55.7 (2.19)              | 85.3 (3.36)              | 122.4 (4.82)             | 156.9 (6.18)             | 179.8 (7.08)             | 129.3 (5.09)             | 67.8 (2.67)              | 73.8 (2.91)              | 41.7 (1.64)              | 19.4 (0.76)              | 997.1 (39.26)            |
| 평균 강수일수 (≥ 0.1 mm)                                      | 6.7                      | 7.8                      | 8.8                      | 9.9                      | 11.3                     | 10.9                     | 12.7                     | 10.6                     | 8.9                      | 9.2                      | 7.9                      | 5.5                      | 110.2                    |
| 평균 강설일수                                                 | 4.2                      | 3.2                      | 1.3                      | 0.1                      | 0                        | 0                        | 0                        | 0                        | 0                        | 0                        | 0.6                      | 1.7                      | 11.1                     |
| 평균 상대 습도 (%)                                            | 74                       | 74                       | 73                       | 74                       | 76                       | 80                       | 83                       | 82                       | 78                       | 77                       | 77                       | 74                       | 77                       |
| 평균 월간 일조시간                                            | 111.4                    | 113.1                    | 149.4                    | 168.3                    | 174.6                    | 167.5                    | 191.7                    | 194.4                    | 154.1                    | 150.3                    | 133.8                    | 122.5                    | 1,831.1                  |
| 가능 일조율                                                   | 35                       | 36                       | 40                       | 43                       | 41                       | 40                       | 45                       | 48                       | 42                       | 43                       | 43                       | 39                       | 41                       |
| 출처: 중국기상국 (평년값: 1991년~2020년, 극값: 1981년~2010년) |                          |                          |                          |                          |                          |                          |                          |                          |                          |                          |                          |                          |                          |

## 행정구역
1개의 시할구, 1개의 현급시, 1 개의 현을 관할한다.
- 시할구
  - 쩡두 구 (曾都区)
- 현급시
  - 광수이 시 (广水市)
- 현
  - 쑤이 현 (随县)

## 같이 보기
- 중국의 로마 가톨릭 교구 목록